# Epifaniusz (Dimitriu)
Epifaniusz, imię świeckie Georgios Dimitriu (ur. 12 stycznia 1963 we wsi Komnina) – grecki biskup prawosławny służący w jurysdykcji Kościoła Prawosławnego Ukrainy.

## Życiorys
Urodził się w Grecji. Studiował teologię w Atenach i w Rzymie. Śluby zakonne złożył w monasterze Kutlumus na Świętej Górze Athos. Ok. 1984 r. został wyświęcony na diakona, a w 1988 r. – na kapłana.
Postanowieniem Świętego Synodu Kościoła Prawosławnego Ukrainy, wybrany 24 maja 2019 r. na biskupa olwijskiego, wikariusza eparchii kijowskiej. Chirotonia biskupia odbyła się dwa dni później w soborze św. Michała Archanioła o Złotych Kopułach w Kijowie, pod przewodnictwem metropolity kijowskiego i całej Ukrainy Epifaniusza i z udziałem m.in. dwóch hierarchów Patriarchatu Konstantynopolitańskiego.
Jest duszpasterzem greckojęzycznych wiernych Kościoła Prawosławnego Ukrainy.